# NGC 1332
NGC 1332 је елиптична галаксија у сазвежђу Еридан која се налази на NGC листи објеката дубоког неба.
Деклинација објекта је - 21° 20' 4" а ректасцензија 3h 26m 17,0s. Привидна величина (магнитуда) објекта NGC 1332 износи 10,3 а фотографска магнитуда 11,3. Налази се на удаљености од 18,867 милиона парсека од Сунца. NGC 1332 је још познат и под ознакама ESO 548-18, MCG -4-9-11, UGCA 72, IRAS 03240-2130, PGC 12838.